# Jackpot! (film, 2024)
A Jackpot! 2024-ben bemutatott amerikai akció filmvígjáték, amelyet Paul Feig rendezett és Rob Yescombe írt. A főbb szerepekben Awkwafina, John Cena és Simu Liu látható.
A film 2024. augusztus 15-én jelent meg az Amazon Prime Video forgalmazásában.

## Cselekmény
Katie, egy küszködő színésznő 2030-ban megnyeri a lottót Kaliforniában. A törvény lehetővé teszi, hogy bárki, akinek vesztes szelvénye van, napnyugta előtt meggyilkolja őt, és legálisan hozzájusson a nyereményéhez. Noel, egy amatőr lottóvédő ügynök segít életben tartani a lányt napnyugtáig, cserébe a nyereményéből való részesedésért.

## Szereplők
| Szerep             | Színész              | Magyar hang        |
| ------------------ | -------------------- | ------------------ |
| Katie              | Awkwafina            | Bogdányi Titanilla |
| Noel               | John Cena            | Bognár Tamás       |
| Louis Lewis        | Simu Liu             | Szatory Dávid      |
| kemény fickó       | Seann William Scott  | Gáspár András      |
| Shadi              | Ayden Mayeri         | Csifó Dorina       |
| Tala Almazan nagyi | Dolly de Leon        | Ősi Ildikó         |
| DJ Donald          | Donald Elise Watkins | Szabó Máté         |
| Colson Baker       | MGK                  | Ágoston Péter      |
| Johnny Grand       | Murray Hill          | Elek Ferenc        |
| Irene              | Becky Ann Baker      | Kiss Erika         |
| Apa                | Adam Ray             | Bordás János       |

### Magyar változat
- Magyar szöveg: Szojka László
- Hangmérnök és vágó: Horváth Zoltán
- Gyártásvezető: Paszternák Klára
- Szinkronrendező: Wessely-Simonyi Réka
- Produkciós vezető: Gyarmati Zsolt

A szinkront a Masterfilm Digital készítette el.

## A film készítése
2023 márciusában bejelentették, hogy az Amazon Studiosnál készül egy akció-vígjáték film Grand Death Lotto címmel. A rendezésre Paul Feiget szerződtették, a forgatókönyvet Rob Yescombe írta, a producer pedig Joe Roth, Jeff Kirschenbaum, Feig és Laura Fischer volt. John Cena, Zack Roth és Yescombe volt a vezető producer. Cena, Awkwafina és Simu Liu kapták a főszerepeket. Ayden Mayeri, Seann William Scott, Dolly de Leon és Donald Elise Watkins a hónap folyamán csatlakozott a szereplőgárdához.
A forgatás 2023 márciusában kezdődött Atlantában.

## Fogadtatás
A Rotten Tomatoes weboldalon a film 38%-os pontszámot kapott 24 kritika alapján, 4,4/10-es átlagértékeléssel. A Metacritic oldalán 100-ból 38 pontot kapott 8 kritika alapján, ami „általánosságban kedvezőtlen” értékelést eredményez.